# Хигия
Вижте пояснителната страница за други значения на Хигия.
Хигия (на гръцки: Ὑγιεία или Ὑγεία, на латински: Hygēa или Hygīa) в древногръцката митология, римски еквивалент – Салус, е дъщеря на Асклепий. Тя е богиня на здравето, чистотата и хигиената (и по-късно на Луната), и заема важна роля в култа на баща си. Докато нейният баща се асоциира по-пряко с лечението, тя се свързва по-скоро с предпазването от заболяване и поддържането на добро здраве.
Въпреки че Хигия е била обект на местен култ от поне 7 век пр.н.е., той не се е разпрострял, докато Делфийският оракул не я признал, и след опустошителната чума в Атина през 429 пр.н.е. и 427 пр.н.е. и в Рим през 293 г. пр.н.е. Нейни храмове е имало в Епидавър, Коринт, Кос и Пергамон.
Арифрон, сикионийски поет от 4 век пр.н.е., е написал известен химн в нейна прослава. Статуи на Хигия са били изваяни и от известните древни скулптори Скопас, Бриаксис и Тимотей.
Тя често е представена като млада жена, хранеща голяма змия, увита около тялото ѝ. Понякога змията пие от съд, който тя носи. Тези атрибути по-късно са възприети от гало-римската богиня на здравето Сирона.
Хигия е съпровождана от брат си, Телесфор.
Нейното име е в основата на думата хигиена. Последователите на Питагор се поздравяват с думата „Хигия“ в смисъл на „Здравей“.

## Салус
В древноримската митология, Салус е била широко почитана от римляните. Като Salus Publica Populi Romani („богиня на народното благополучие на римляните“) тя имала храм, посветен на нея, на хълма Квиринал. Той е построен през 302 г. пр.н.е. (Ливий X, 1, 9)
На много изображения Салус е представена със змии и чаша.